# КрАЗ-7133
КрАЗ-7133 (англ. KrAZ-7133) — сімейство важких спеціальних чотирьохвісних капотних та безкапотних автомобілів-шасі з колісною формулою 8х4, подвійною ошинковкою 2-х задніх осей і вантажопідйомністю 21-27 тонн.

## Історія створення
Ідея будівництва вантажівки з колісною формулою 8х4 не нова, в 1984 році на основі КрАЗ ЧР-3130 розробили цивільний КрАЗ Е 6305 з колісною формулою 8х4, подвійною ошинковкою задніх 2-х осей і кабіною від КрАЗ Е 6316 (двигун ЯМЗ-8421 потужністю 290 к.с.).
В 1988 році представили цивільне задньопривідне шасі КрАЗ 3Е 6305 з кабіною перед двигуном і двома поворотними передніми осями. Колісна формула — 8х4. Двигун — ЯМЗ 8421 (360 к.с.).
В 2004 році почався серійний випуск КрАЗ-7133 8х4 з капотною кабіною від КрАЗ-6510, двигуном ЯМЗ-238ДЕ2 потужністю 330 кінських сил (Євро-2) або ЯМЗ-238М2 і зовнішнім мінімальним габаритним радіусом повороту шасі 13 м, це можливо завдяки поворотній першій і другій осі.
Повністю новий безкапотний КрАЗ-7133С4 8х4 був створений за планом ДКР і НДР у кінці 2015 року та вперше представлений 30 грудня 2015 року.
В липні 2019 року представили безкапотне шасі КрАЗ-7133В4-600 з двигуном стандарту Євро-6.

## Модифікації
- КрАЗ-7133Н4 — базове капотне шасі вантажопідйомністю 23,5 т.
- КрАЗ-7133Р4 — автобетонозмішувач на шасі КрАЗ-7133Н4.
- КрАЗ-7133С4-021 (Тип 1) — самоскид на шасі КрАЗ-7133Н4 вантажопідйомністю 21 т і об'ємом платформи 14 м3.
- КрАЗ-7133С4-030 (Тип 2) «Бригадир» — самоскид на шасі КрАЗ-7133Н4 вантажопідйомністю 22 т і об'ємом платформи 20 м3.
- КрАЗ-7133С4 — безкапотний самоскид вантажопідйомністю 27 т і об'ємом платформи 20 м3.
- КрАЗ-7133Н4 — безкапотне шасі вантажопідйомністю 27 т.
- КрАЗ-7133В4-600 — безкапотне шасі з колісною формулою 8х4, кабіною виробництва Hubei Qixing (модель PW21) зі спальним місцем, і двигуном Weichai WP10 (Євро-6) потужністю 375 к.с.

### КрАЗ-7133С4
Безкапотний КрАЗ-7133С4 самоскид, вантажопідйомністю 27 т, оснащений 6-ти циліндровими дизельним двигуном Weichai WP12.400E40 11,596 л, потужністю 400 к.с. та Ford-Ecotorq 9.0 л потужністю 362 к.с., екологічного класу Євро-5. Двигун агрегатований зі зчепленням MFZ-430 і 9-ст. механічною коробкою передач 9JS200ТА.
На КрАЗ-7133С4 встановлена ліцензійна від вантажівки Renault Kerax або ліцензійна кабіна MAN TGA виробництва Hubei Qixing (модель PW21), зі спальним місцем, що володіє високими ергономічними показниками робочого місця водія: комфортабельним сидінням на пневмопідвісці, рульовою колонкою, регульованою по куту і висоті, функціональної панеллю приладів і рядом інших переваг, що забезпечують комфорт і меншу стомлюваність водія під час роботи.
Самоскид КрАЗ-7133С4 обладнаний новою 20-кубовою самоскидною платформою напівкруглого перетину виготовлена з високоміцної австрійської сталі Voestalpine AG з телескопічним підйомним механізмом «Binotto».
Серійне виробництво стартувало в 2016 році.